# Добров в эфире
«Добров в эфире» — авторская телепрограмма на «РЕН ТВ» с ведущим Андреем Добровым. Выходит в эфир по субботам в 19:00. В 2014—2022 годах выходила в формате информационно-аналитической телепрограммы по воскресеньям в 23:00 (ранее — в 22:00).

## О программе
Первый выпуск информационно-аналитической программы «Добров в эфире» вышел на «РЕН ТВ» 7 сентября 2014 года. Программа выходила каждое воскресенье в 23:00, подводя черту под информационной картиной недели и завершая цикл всех федеральных итоговых программ российского телевидения. Она была рассчитана на современный консервативный средний класс.
Вплоть до 15 мая 2022 года программа шла ровно час. По мнению Доброва, его манера ведения и развлекательные шоу-приёмы «помогают воспринимать информацию зрителю, который от других аналитических программ устаёт уже на 7-й минуте». Отличительной особенностью программы от других информационно-аналитических на российском телевидении являлось то, что за час эфирного времени в рамках программы демонстрируются четыре репортажа постоянных корреспондентов вместо привычных десяти.
Программа входила в четвёрку итоговых программ по России.
Начиная с 4 июня 2017 года, в рамках слияния информационных служб «РЕН ТВ» и «Пятого канала», производителем программы «Добров в эфире» стал мультимедийный информационный центр «Известия».
20 февраля, 10 апреля и с 22 мая 2022 года в период отсутствия программы по воскресеньям в 23:00 в эфир выходит расширенный итоговый выпуск новостей с Петром Марченко.
С 19 декабря 2022 по 30 ноября 2023 года под данным названием выкладывались авторские комментарии на сайте телеканала.
С 9 марта 2024 года выходит в эфир по субботам в 19:00 в формате альманаха авторских комментариев, продолжительность была сокращена до 30 минут.